# Silmido (film)
Pour plus de détails, voir Fiche technique et Distribution.
Silmido (실미도) est un film sud-coréen réalisé par Kang Woo-seok, sorti le 24 décembre 2003.

## Synopsis
En 1968, à la suite d'un raid sur la Maison Bleue de Séoul par des militaires nord-coréens, le gouvernement du Sud met en place un centre d'entraînement militaire sur l'île de Silmido afin de former, dans le plus grand secret, un commando de 31 hommes nommé « unité 684 ». Il devra être envoyé à Pyongyang pour y assassiner le président nord-coréen Kim Il-sung. Pour cela, des rebuts de la société, condamnés à mort ou à la prison à vie, sont recrutés. Malheureusement, à la suite d'un rapprochement avec la Corée du Nord, la KCIA impose, pour ne pas révéler ce projet, l'exécution de l'unité entière...

## Fiche technique
- Titre : Silmido
- Titre original : 실미도
- Réalisation : Kang Woo-seok
- Scénario : Kim Hee-jae, d'après une histoire de Baek Dong-ho
- Photographie : Kim Seong-bok
- Montage : Ko Im-pyo
- Musique : Han Jae-kwon et Jo Yeong-wook
- Production : Kang Woo-seok, Jonathan Kim et Thomas Leong
- Société de distribution : Cinema Service
- Pays d'origine : Corée du Sud
- Langue : Coréen
- Format : Couleurs - 2,35:1 - Dolby Digital - 35 mm
- Genre : Action, drame
- Durée : 135 minutes
- Date de sortie : 24 décembre 2003 (Corée du Sud)

## Distribution
- Ahn Sung-ki
- Seol Kyeong-gu
- Jeong Jae-yeong
- Heo Jun-ho
- Kang Seong-jin
- Im Won-hui
- Kang Shin-il
- Lee Jeong-heon

## Autour du film
- Silmido est le premier film sud-coréen à franchir la barre des dix millions de spectateurs.
- Le film est fondé sur des événements ayant réellement eu lieu. Après que des commandos nord-coréens eurent tenté d'assassiner le président sud-coréen Park Chung-hee en janvier 1968, le gouvernement de la Corée du Sud décida de répliquer en formant une unité de commandos dans le but d'assassiner le président du Nord. L'unité était composée de prisonniers condamnées à la peine capitale[réf. nécessaire]. Pendant leur entraînement, à la suite d'un rapprochement avec le Nord, le gouvernement du Sud abandonna l'idée et s'apprêtait à tuer toute l'unité pour que le projet ne soit jamais rendu public[réf. nécessaire]. Ayant eu vent de cet ordre[réf. nécessaire], les prisonniers se sont révoltés.

## Récompenses
- Grand Prix lors des Baeksang Best Film Awards 2004.
- Prix du meilleur film, meilleur scénario et meilleur second rôle masculin (Jeong Jae-yeong) lors des Blue Dragon Film Awards 2004.
- Prix du jury, meilleur second rôle masculin (Heo Jun-ho), meilleure production et meilleur scénario adapté d'une œuvre existante lors des Grand Bell Awards 2004.